# Groove Thang
A Groove Thang című dal az amerikai R&B duó Zhané debütáló albumáról kimásolt 2. kislemez, melynek producere a Naughty by Nature volt. A dal zenei alapjait a Haven't You Heard című Patrice Rushen dalából merítették. A dalhoz készült videóklipet Markus Blunder rendezte.

## Megjelenések
7"  Egyesült Királyság Motown – TMG 1423, Motown – 860 180-7, Motown – TMG1423
- A	Groove Thang (LP Version) 3:54
- B	Groove Thang (Remix Edit) 3:57 Remix – Dinky & Nes

## Slágerlista
| Slágerlista (1994)                       | Legjobb helyezés |
| ---------------------------------------- | ---------------- |
| Ausztrália (ARIA)                        | 17               |
| Canada Dance (RPM)                       | 3                |
| Franciaország (Single Top 100)           | 42               |
| Németország (Media Control Charts)       | 99               |
| Új-Zéland (Recorded Music NZ)            | 7                |
| UK Singles (The Official Charts Company) | 34               |
| U.S. Billboard Hot 100                   | 17               |
| U.S. Dance Music/Club Play Singles       | 13               |
| U.S. Hot Dance Music/Maxi-Singles Sales  | 1                |
| U.S. Hot R&B/Hip-Hop Singles & Tracks    | 2                |
| U.S. Rhythmic Top 40                     | 4                |
| U.S. Top 40 Mainstream                   | 33               |

## Közreműködő előadók
- Zene  – Patrice Rushen
- Produkció – Naughty by Nature
- Remix – Maurice Joshua, Kay Gee
- Írta – Renee A. Neufville